# Lideman
Lideman var en svensk adelsätt.
Ättens stamfader Bengt Håkansson var borgmästare i Lidköping mellan 1616 och 1633, och var gift med borgmästaredottern från hemstaden Birgitta Svensdotter. Deras son Erik Bengtsson blev 1640 befallningsman på Dal och var kommendant mot norrmännen i Danska fejden. Han gifte sig 1636 med Annika Forssea, dotter till befallningsmannen Peder Olofsson och Kerstin, en dotter till kyrkoherden Sigge Christophori av samma släkt som ätten Falkengren. År 1672 adlades han med namnet Lideman, och introducerades samma år på nummer 825.
De fick tolv barn. Döttrarna gifte sig med borgmästare Waltman i Vänersborg, von Lillienhielm, kyrkoherden Peter Grotte, rådman Lind i Karlstad, Hård af Segerstad, Gyllenstorm och Pfeiff. Deras bröder var Peter som var hovråd men barnlös, befallningsmannen och majoren Sven som var ogift, kammarherren Carl som var ogift, och äldste brodern den döve Bengt som i hög ålder slöt ätten på svärdssidan. Petter Lidemans och hustrun Catharina Grundels vapensköldar finns på ett fotografi av ett stucktak till en sängkammare i en byggnad som låg vid Drottninggatan 31 i Stockholm bredvid nuvarande Kulturhuset. Det var ett palatsliknande hus med flyglar från 1680-talet som revs redan 1906 och som har varit helt okänt.